# 尖扎県
尖扎県（せんさく-けん）は中華人民共和国青海省黄南チベット族自治州に位置する県。

## 歴史
1952年、貴徳県より尖扎蔵族自治区が分割設置、1953年6月2日に尖扎県が成立。

## 行政区画
- 鎮:馬克棠鎮、康揚鎮、坎布拉鎮
- 郷:賈加郷、措周郷、昂拉郷、能科郷、当順郷、尖扎灘郷